# El gran salt
El gran salt (títol original en anglès: The Hudsucker Proxy) és una comèdia dirigida per Joel Coen el 1994. És la cinquena pel·lícula dels germans Coen, després de la seva Palma d'Or per a Barton Fink. El 1994 Joel Coen tornar a estar nominat a aquest premi al Festival de Canes. Està doblada al català.
Explica la història, totalment fictícia, de la invenció del hula hoop. Els actors que tenen els papers principals són Tim Robbins, Paul Newman i Jennifer Jason Leigh.
Amb 25 milions de dòlars, El gran salt és la pel·lícula dels germans Coen de més gran pressupost fins a Intolerable Cruelty. Va ser no obstant això un fracàs comercial no aconseguint més que 3 milions de dòlars als Estats Units.
La banda original ha estat composta per Carter Burwell i agafa nombrosos passos del ball del sabre i del ballet Spartacus d'Aram Khatchatourian.
El tema de La roda de la fortuna torna de manera recurrent a la pel·lícula.

## Argument
A continuació del suïcidi del fundador d'una gran empresa (agafant la història de la mort de Elihu Menashe Blachowitz el 1975), el consell de direcció d'aquesta preparar un pla destinat a prendre'n el control redimint les accions del fundador a baix preu abans que aquestes siguin posades a la venda al públic.
Els directors instal·len doncs un jove i ingenu diplomat d'una escola de negocis al capdavant de l'empresa per tal de fer abaixar temporalment el valor de l'acció. Una periodista enviada per assabentar-se'n més sobre aquest desconegut li amaga la seva identitat per guanyar-se la seva confiança. Desgraciadament per al pla dels directors, l'empresa troba finalment encara més èxit que abans amb la invenció del nou president, el hula hoop, que és un èxit fulgurant.

## Orígens i referències
Mentre que intentaven vendre Sang fàcil després l'haver-la dirigit, els germans Coen compartien una casa amb Sam Raimi. Acabaven llavors d'escriure The Hudsucker Proxy. Preveien fer aquesta pel·lícula des de 1985, però necessitaven un pressupost important per això. Gràcies a la seva Palma d'or al Festival de Canes de 1991 per a  Barton Fink , podien accedir a pressuposts molt més grans. Van ajuntar-se amb el productor hollywoodienc Joel Silver que havia conegut algun èxit amb pel·lícules d'acció de gran pressupost i que estava interessat per treballar amb ells.
Els germans Coen tenien l'ambició de fer una pel·lícula per al gran públic que fos massivament vista. L'única influència de Silver sobre els germans Coen va ser de convèncer-los de no filmar en blanc i negre. Va convèncer Warner Brothers de finançar la pel·lícula fent-los veure que seria una pel·lícula que seria ben acollida tant per la crítica com pel gran públic. L'estudi va acceptar amb la condició que els germans Coen escullin grans estrelles pels papers principals. Joel Silver va protegir els germans Coen de la influència dels estudis i va aconseguir deixar-los fer en el muntatge final.
Durant la pel·lícula, es poden veure referències a pel·lícules de Frank Capra i de Preston Sturges. Per exemple, l'escena del mirall és una referència a una escena similar de la pel·lícula d'aquest últim  The Lady Eve.

## Repartiment
- Tim Robbins: Norville Barnes
- Jennifer Jason Leigh: Amy Archer
- Paul Newman: Sidney J. Mussburger
- Charles Durning: Waring Hudsucker
- John Mahoney: Redactor en cap de "Manhattan Argus"
- Jim True-Frost: Buzz, el grum de l'ascensor
- Bill Cobbs: Moses, l'home del rellotge
- Bruce Campbell: Smitty, reporter de l'Argus
- Harry Bugin: Aloysius, espia de Mussburger
- John Seitz: Bennie
- Joe Grifasi: Lou
- Steve Buscemi: El barman
- Peter Gallagher: Vic Tenetta
- Anna Nicole Smith: Za-Za
- Roy Brocksmith: membre del consell de direcció
- John Wylie: membre del consell de direcció
- I.M. Hobson: membre del consell de direcció
- Gary Allen: membre del consell de direcció
- Sam Raimi: un cervell de la discoteca
- John Goodman: el presentador